# Montevago
Montevago é uma comuna italiana da região da Sicília, província de Agrigento, com cerca de 3.096 habitantes. Estende-se por uma área de 32 km², tendo uma densidade populacional de 97 hab/km². Faz fronteira com Castelvetrano (TP), Menfi, Partanna (TP), Salaparuta (TP), Santa Margherita di Belice.

## Demografia
| Variação demográfica do município entre 1861 e 2011                               |
|                                                                                   |
| Fonte: Istituto Nazionale di Statistica (ISTAT) - Elaboração gráfica da Wikipedia |